# Radwanice (powiat Wrocławski)
Radwanice (Duits: Radwanitz) is een dorp in het Poolse woiwodschap Neder-Silezië, in het district Wrocławski. De plaats maakt deel uit van de gemeente Święta Katarzyna en telt 2328 inwoners.